# Zvyagintsevit
Zvyagintsevit ist ein sehr selten vorkommendes Mineral aus der Mineralklasse der „Elemente“ mit der chemischen Zusammensetzung Pd3Pb und damit chemisch gesehen eine natürliche Legierung aus Palladium und Blei.
Zvyagintsevit kristallisiert im kubischen Kristallsystem und entwickelt bis zu 250 μm große, unregelmäßig geformte Körner oder tropfenartige Einschlüsse von zinnweißer bis rötlichweißer Farbe mit einem metallischen Glanz auf den Oberflächen. Seine Strichfarbe ist dagegen schwarz.

## Etymologie und Geschichte
Das Mineral wurde erstmals in einer Kupfer-Nickel-Lagerstätte bei Talnach (englisch Talnakh) etwa 26 km nördlich von Norilsk im Putorana-Gebirge auf der zum russischen Föderationsgebiet Sibirien gehörenden Taimyrhalbinsel entdeckt. Die Analyse und Erstbeschreibung erfolgte durch Alexander Dmitrijewitsch Genkin (russisch Александр Дмитриевич Генкин, siehe Genkinit), I. W. Murawjewa und N. W. Tronewa, die das Mineral nach dem russischen Geochemiker Orest Jewgenjewitsch Swjaginzew (englisch Orest Evgenevich Zvyagintsev, 1894–1967) benannten, der Forschung im Bereich der Platinmetalle betrieben hatte.
Genkin, Murawjewa und Tronewa sandten ihre Untersuchungsergebnisse und den gewählten Namen 1966 zur Prüfung an die International Mineralogical Association (interne Eingangsnummer der IMA: 1966-006), die den Zvyagintsevit als eigenständige Mineralart anerkannte. Die Erstbeschreibung wurde anschließend noch im gleichen Jahr im russischen Fachmagazin Геология рудных месторождений [Geologija rudnych mestoroschdeni] (deutsch: Geologie der Erzlagerstätten) veröffentlicht und ein Jahr später im zusammenfassenden IMA/CNMNC-Bericht der New Mineral Names im amerikanischen Fachmagazin American Mineralogist nochmals bestätigt. Die seit 2021 ebenfalls von der IMA/CNMNC anerkannte Kurzbezeichnung (auch Mineral-Symbol) von Zvyagintsevit lautet „Zvy“.
Das Typmaterial des Minerals wird im Geological Survey of Canada (GSC) in Ottawa unter der Katalognummer 10401 (HT) und im Mineralogisches Museum, benannt nach A. J. Fersman (FMM) in Moskau unter der Katalognummer 73001 (T) aufbewahrt.
Die korrekte Transkription (Schreibweise) des russischen Mineralnamens Звягинцевит wäre Swjaginzewit, wie sie auch Carl Hintze 1968 publizierte. Diese Schreibweise setzte sich jedoch in der Fachwelt nicht durch.

## Klassifikation
Die strukturelle Klassifikation der International Mineralogical Association (IMA) zählt den Zvyagintsevit zur Gruppe der nicht stöchiometrischen Einfachperowskite mit unbesetzter B-Position in der Perowskit-Supergruppe. Hier bildet er zusammen mit Auricuprid, Tomamaeit, Atokit, Awaruit, Olgafrankit, Sidorovit, Chengdeit, Isoferroplatin, Rustenburgit und Yixunit die Auricuprid-Untergruppe.
Bereits in der veralteten 8. Auflage der Mineralsystematik nach Strunz gehörte der Zvyagintsevit zur Mineralklasse der „Elemente“ und dort zur Abteilung „Metalle und intermetallische Legierungen (ohne Halbmetalle)“, wo er gemeinsam mit Iridium, Palladium, Platin, Rhodium und Stannopalladinit in der „Platin-Reihe“ mit der Systemnummer I/A.05b steht.
Im zuletzt 2018 überarbeiteten Lapis-Mineralienverzeichnis, das sich im Aufbau noch nach der alten Form der Systematik von Karl Hugo Strunz richtet, erhielt das Mineral die System- und Mineralnummer I/A.16-010. In der Lapis-Systematik entspricht dies ebenfalls der Abteilung „Metalle und intermetallische Verbindungen“, wo Zvyagintsevit zusammen mit Atokit, Niggliit, Norilskit, Palarstanid, Plumbopalladinit, Rustenburgit und Stannopalladinit eine unbenannte Gruppe mit der Systemnummer I/A.16 bildet.
Auch die von der IMA zuletzt 2009 aktualisierte 9. Auflage der Strunz’schen Mineralsystematik ordnet den Zvyagintsevit in die Abteilung „Metalle und intermetallische Verbindungen“ ein. Diese ist allerdings weiter unterteilt nach der Zugehörigkeit der beteiligten Metalle zu bestimmten Element-Familien, so dass das Mineral entsprechend seiner Zusammensetzung in der Unterabteilung „PGE-Metall-Legierungen“ zu finden ist, wo es zusammen mit Atokit und Rustenburgit die „Zvyagintsevitgruppe“ mit der Systemnummer 1.AG.10 bildet.
In der vorwiegend im englischen Sprachraum gebräuchlichen Systematik der Minerale nach Dana hat Zvyagintsevit die System- und Mineralnummer 01.02.05.04. Dies entspricht ebenfalls der Klasse und gleichnamigen Abteilung „Elemente“. Hier findet er sich innerhalb der Unterabteilung „Elemente: Platingruppenmetalle und -legierungen“ in der „Isoferroplatingruppe (Raumgruppe Pm3m)“, in der auch Isoferroplatin, Rustenburgit, Atokit, Chengdeit und Yixunit eingeordnet sind.

## Kristallstruktur
Zvyagintsevit kristallisiert im kubischen Kristallsystem in der Raumgruppe Pm3m (Raumgruppen-Nr. 221) mit dem Gitterparameter a = 4,02 Å sowie einer Formeleinheit pro Elementarzelle.
Die Atome sind in Zvyagintsevit in einer kubisch-flächenzentrierten Art angeordnet. Dabei sind die Bleiatome eher an den Ecken, während die Palladiumatome die flächenzentrierten Atome bilden.

## Bildung und Fundorte
Zvyagintsevit bildet sich in Kupfersulfid-Erzen. Es ist vergesellschaftet mit Platin-Eisen-Legierungen, Polarit, Talnakhit, Cubanit, Pentlandit, Magnetit, Valleriit und Silber-Gold-Legierungen.
Als seltene Mineralbildung konnte Zvyagintsevit nur an wenigen Orten entdeckt werden, wobei weltweit bisher rund 50 Vorkommen dokumentiert sind (Stand 2024). Außer an seiner Typlokalität, der Kupfer-Nickel-Lagerstätte bei Talnach trat das Mineral noch an mehreren Stellen im Putorana-Gebirge und am Berg Dzhaltul nahe dem Fluss Kureika in der Region Krasnojarsk (Sibirien). Daneben fand sich Zvyagintsevit in Russland noch im Dovyren-Hochland nahe Sewerobaikalsk in der Republik Burjatien, im Kondjor-Massiv in der Region Chabarowsk und an der Kleinen Kuonamka (auch Malaja Kuonamka) in der Republik Sacha (alle drei Ferner Osten), auf der Halbinsel Kola in der Oblast Murmansk und in der Republik Karelien (beides Nordwestrussland) sowie am Fluss Weresowka (englisch Veresovka) nahe Nischnjaja Tura in der Oblast Swerdlowsk (Ural).
Weitere Fundorte liegen unter anderem im Thunder Bay District (Ontario) in Kanada, Kirakkajuppura in der finnischen Region Lappland, der griechischen Gemeinde Meteora (Thessalien), in der Skaergaard-Intrusion in der grönländischen Kommune Sermersooq, im Distrikt Kendujhar (auch Keonjhar) im ostindischen Bundesstaat Odisha, bei Chegutu (Mashonaland West) in Simbabwe, an mehreren Stellen in der Provinz Limpopo und bei Rustenburg in der Provinz Nordwest in Südafrika, in der zu Galicien gehörenden Provinz A Coruña in Spanien sowie im Stillwater-Komplex in Montana und auf der zu den Trinity Islands gehörenden Insel Tugidak in Alaska in den Vereinigten Staaten.